# Wingen
Pour la commune homonyme du Bas-Rhin, voir Wingen-sur-Moder.
Wingen [viŋ(g)ən] est une commune française située dans la circonscription administrative du Bas-Rhin et, depuis le 1er janvier 2021, dans le territoire de la Collectivité européenne d'Alsace, en région Grand Est.
Cette commune se trouve dans la région historique et culturelle d'Alsace et fait partie du parc naturel régional des Vosges du Nord.

## Géographie

### Localisation
La commune de Wingen se situe dans les Vosges du Nord, à l'extrême nord du département du Bas-Rhin. Le ban communal s'étend sur une surface de 1 679 hectares et comprend deux parties urbaines distinctes.
Le village principal, où se trouvent la mairie, l'église et l'école, est implanté sur une croupe séparée par les ruisseaux du Mackenbach et du Brunnmatten au pied des versants sud du Hornberg et du Riegelsberg. L'annexe de Petit Wingen ou Neudorfel distant d'environ 600 mètres à l'est domine la vallée du Heimbach.
Linguistiquement, Wingen se situe dans la zone du francique méridional.
Wingen est limitrophe des communes de Climbach et Lembach, mais aussi de la frontière allemande et des communes de Nothweiler et Bobenthal dans le Palatinat rhénan (Rheinland-Pfalz).
Wingen est à 3 km de Lembach, 14 km de Wissembourg, 27 km de Haguenau et 61 km de Strasbourg.
L'altitude du ban communal varie entre 220 mètres dans la vallée du Heimbach et 551 mètres au sommet du Schlossberg. L'altitude de la partie agglomérée dominée par le Hornberg (446 m), le Riegeslberg (477 m) et le Durrenberg (521 m) se situe entre 250 et 300 mètres.
| Schönau ( Allemagne) | Nothweiler ( Allemagne) | Bobenthal ( Allemagne) |
|                      | Wingen                  |                        |
| Lembach              |                         | Climbach               |

### Géologie et relief
La commune se compose de 40,19 hectares de territoires artificialisés (2,42 %), 274,24 hectares de territoires agricoles (16,53 %) et 1 344,16 hectares de forêts et milieux semi-naturels (81,02 %).
Espaces naturels :
- Cinq espaces protégés hors Natura 2000

Grundberg.
Vosges du Nord,,,.
- Un espace protégé Natura 2000 :

La Sauer et ses affluents.
- Trois zones naturelles d'intérêt écologique, faunistique et floristique (Znieff) :

Vallées de la Sauer et de ses affluents,
Prairies du vallon de Wingen,
Col de Litschof et bordures de chemins forestiers à Climbach et Wingen.
Du point de vue géomorphologique, toute la partie nord-ouest de la commune est fondée sur les couches gréseuses du Buntsandstein indifférenciées datant soit du Trias inférieur soit du Permien.
La partie déprimée du sud-est correspond au fossé d'effondrement de Lembach entre les massifs du Hochwald et du Riegeslberg.
Cette zone, marquée par de nombreuses failles, est caractérisée par des affleurements du Muschelkalk et du Keuper.
La limite entre les deux types de formations géologiques est ici facilement repérable car marquée nettement par la limite d'extension de la forêt.

### Hydrographie et les eaux souterraines
Hydrogéologie et climatologie : Système d’information pour la gestion des eaux souterraines du bassin Rhin-Meuse :
Territoire communal : Occupation du sol (Corinne Land Cover); Cours d'eau (BD Carthage),
Géologie : Carte géologique; Coupes géologiques et techniques,
 Hydrogéologie : Masses d'eau souterraine; BD Lisa; Cartes piézométriques.
La commune est dans le bassin versant du Rhin au sein du bassin Rhin-Meuse. La partie ouest du Riegelsberg et le Schlossberg relèvent du bassin versant du Dentelbach qui se jette dans la Sauer à hauteur de l'étang du Fleckenstein. Elle est drainée par le ruisseau le Heimbach et le ruisseau le Deutelbach,.

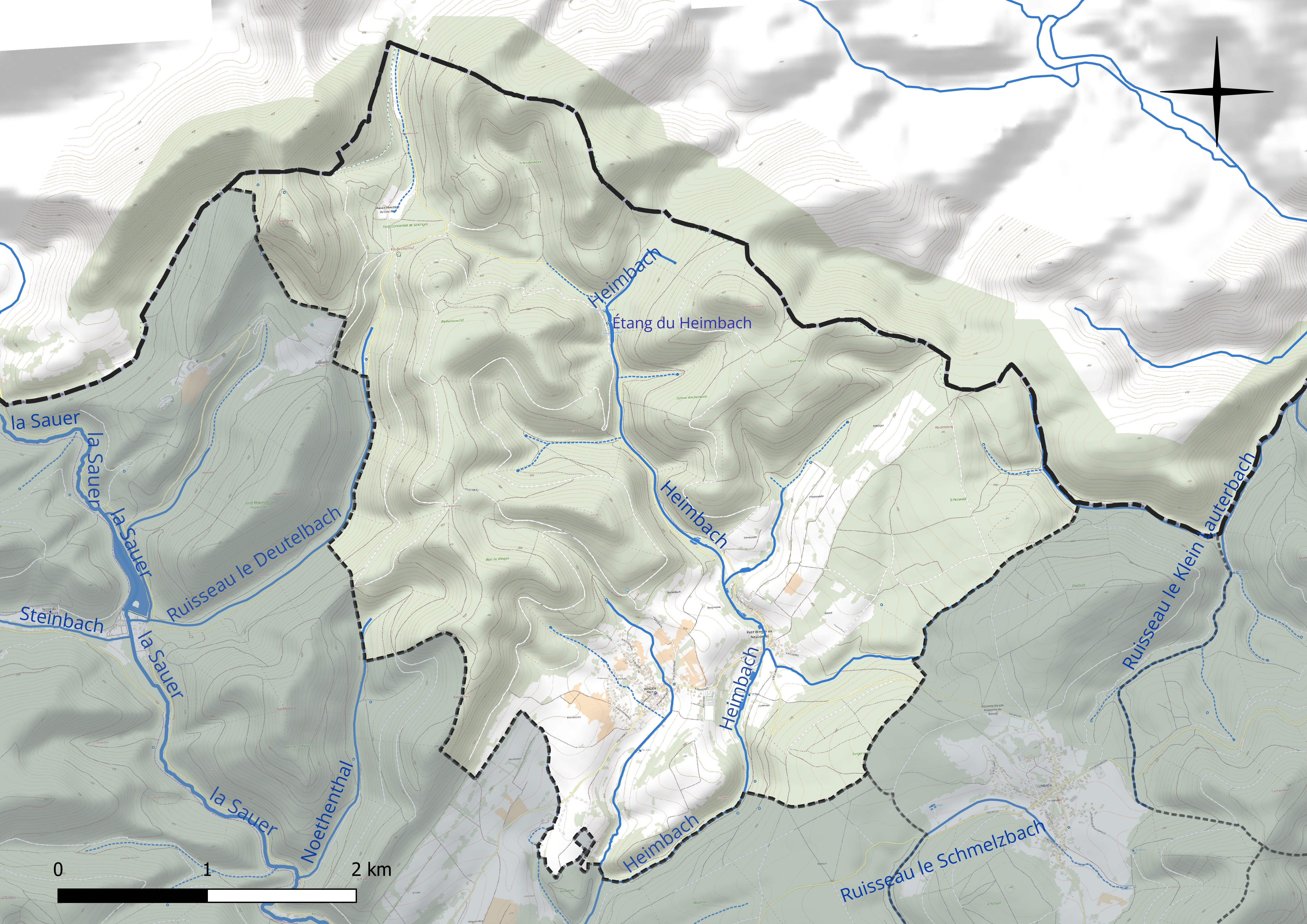
Réseau hydrographique de Wingen.
Un plan d'eau complète le réseau hydrographique : l'étang du Heimbach (0,2 ha),.

### Climat
Pour des articles plus généraux, voir Climat du Grand Est et Climat du Bas-Rhin.
En 2010, le climat de la commune est de type climat des marges montargnardes, selon une étude du Centre national de la recherche scientifique s'appuyant sur une série de données couvrant la période 1971-2000. En 2020, Météo-France publie une typologie des climats de la France métropolitaine dans laquelle la commune est exposée à un climat semi-continental et est dans la région climatique  Vosges, caractérisée par une pluviométrie très élevée (1 500 à 2 000 mm/an) en toutes saisons et un hiver rude (moins de 1 °C).
Pour la période 1971-2000, la température annuelle moyenne est de 10 °C, avec une amplitude thermique annuelle de 17,4 °C. Le cumul annuel moyen de précipitations est de 843 mm, avec 11,1 jours de précipitations en janvier et 10,6 jours en juillet. Pour la période 1991-2020, la température moyenne annuelle observée sur la station météorologique de Météo-France la plus proche, « Preuschdorf », sur la commune de Preuschdorf à 9 km à vol d'oiseau, est de 11,3 °C et le cumul annuel moyen de précipitations est de 834,2 mm. 
La température maximale relevée sur cette station est de 39,8 °C, atteinte le 4 juillet 2015 ; la température minimale est de −19,9 °C, atteinte le 8 janvier 1985,,.
Les paramètres climatiques de la commune ont été estimés pour le milieu du siècle (2041-2070) selon différents scénarios d'émission de gaz à effet de serre à partir des nouvelles projections climatiques de référence DRIAS-2020. Ils sont consultables sur un site dédié publié par Météo-France en novembre 2022.

## Urbanisme

### Typologie
Au 1er janvier 2024, Wingen est catégorisée commune rurale à habitat dispersé, selon la nouvelle grille communale de densité à sept niveaux définie par l'Insee en 2022.
Elle est située hors unité urbaine. Par ailleurs la commune fait partie de l'aire d'attraction de Wissembourg (partie française), dont elle est une commune de la couronne,. Cette aire, qui regroupe 11 communes, est catégorisée dans les aires de moins de 50 000 habitants,.

### Urbanisme
La commune dispose d'un plan local d'urbanisme, approuvé le 20/09/2006 et modifié le 05/07/2011,.
Lotissements :
Un nouveau Lotissement " Les Sapins " a été créé à Petit Wingen en 2006. Un 2° est à l'étude mais d'une architecture très différente. Pas de maisons individuelles avec jardin comme le premier, mais un immeuble principalement en bois. Des petits logements sans terrasse, à moindre coût, réservé à des familles aux revenus  plus modestes.
Projet de 2 villages de vacances soutenu par Mr Jean Weisbecker :
Les 2 projets  n'ont pas abouti. Le trafic étant déjà assez difficile par les petites rues  étroites de Petit Wingen, les habitants ont eu peur d'un engorgement  et se sont  finalement opposés à la construction des villages de vacances.
L'occupation des sols de la commune, telle qu'elle ressort de la base de données européenne d’occupation biophysique des sols Corine Land Cover (CLC), est marquée par l'importance des forêts et milieux semi-naturels (81,1 % en 2018), une proportion identique à celle de 1990 (81,1 %). La répartition détaillée en 2018 est la suivante : 
forêts (81,1 %), prairies (16,5 %), zones urbanisées (2,4 %). L'évolution de l’occupation des sols de la commune et de ses infrastructures peut être observée sur les différentes représentations cartographiques du territoire : la carte de Cassini (XVIIIe siècle), la carte d'état-major (1820-1866) et les cartes ou photos aériennes de l'IGN pour la période actuelle (1950 à aujourd'hui).

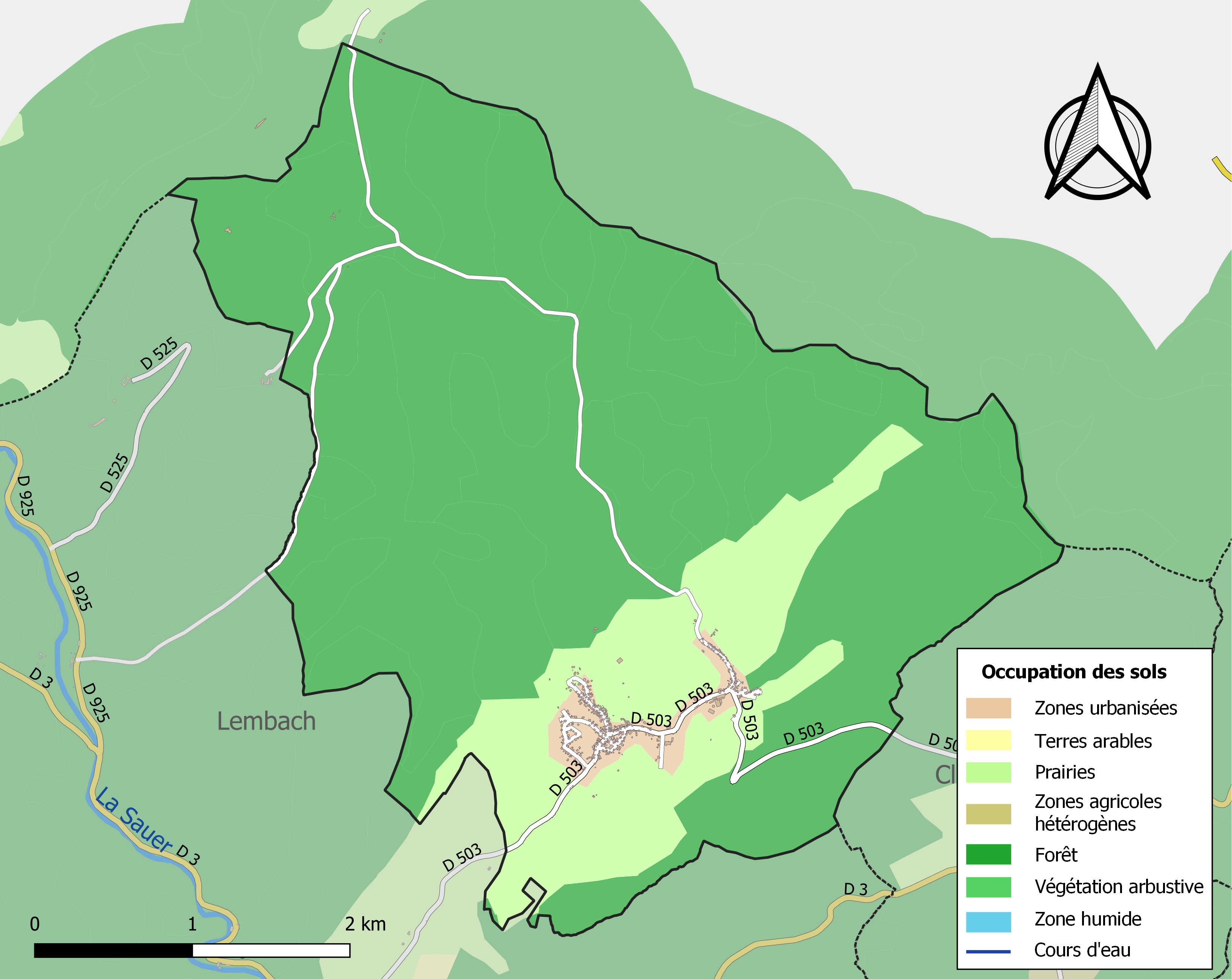
Carte des infrastructures et de l'occupation des sols de la commune en 2018 (CLC).

## Histoire
Le site de Wingen est habité depuis l'Antiquité.
Des vestiges d'occupation celtique sont notamment attestés sur le Riegelsberg avec la pierre à cupule du Russelkessel datée du IVe siècle avant Jésus-Christ. Et la découverte de la stèle gallo-romaine en 1983 au lieu-dit Brunmatten, prouve l'existence d'un lieu de culte d'une certaine importance au début de notre ère.
La plus ancienne trace écrite de Wingen pourrait remonter à l'année 718. On trouve en effet dans un testament en latin le récit d'une donation au « monasterio uuizenburgo » de biens situés à « uingibergar ». Les écrits germaniques plus tardifs traduiront cette dernière appellation par Wingibergus.
En 742, un autre document fait référence à des donations de maisons, champs et vignes à villa Wanga et à Wigone Monte, deux toponymes qui pourraient faire référence à Wingen.
À l'époque féodale, le village de Wingen dans les terres de la principauté épiscopale de Spire est placé sous l'autorité de la seigneurie du Hohenbourg. Au XVe siècle, Richard Puller von Hohenburg est condamné au bûcher pour sodomie à Zurich en 1482. Wingen revient alors à la sœur de Richard, Margarethe qui a épousé quelques années plus tôt Schweickhardt von Sickingen (de). Après une longue querelle d'héritage, le château et le village échoient à cette famille de chevaliers palatins.
Au début du XVIe siècle, les idées de la Réforme protestante se propagent rapidement en Alsace. Franz von Sickingen se met à la tête de la chevalerie rhénane et souabe pour soutenir la Réforme et demander la sécularisation des biens du clergé. Après la conclusion des accords de la Paix d'Augsbourg en 1555, et selon le principe consacré cujus regio, ejus religio, Wingen passe officiellement au culte protestant.
Pendant la guerre de Trente Ans, les Suédois ravagent l'Alsace du Nord et Wingen n'échappe pas aux destructions. Le château de la Hohenbourg est pillé en 1632 et le village est dévasté. En 1648, les traités de Westphalie reconnaissent au roi de France Louis XIV, le titre de Landgrave de Basse Alsace. Le roi de France revendique aussitôt la propriété territoriale des villages et des campagnes alsaciennes. Mais les chevaliers de Sickingen, comme les autres représentants de la noblesse régionale refusent de reconnaitre la suzeraineté de la France et continuent de faire allégeance à l'Électeur palatin Charles Ier Louis du Palatinat et au Saint-Empire romain germanique.
À Wingen, comme dans les autres villages de la région, la situation évolue peu. Les rares survivants aux famines et aux exactions vivent misérablement et ne suffisent plus à entretenir les terres. Pour faire face à cette situation désastreuse, le roi de France par un édit de novembre 1662, autorise la distribution des terres abandonnées en Haute et Basse Alsace avec une exonération de toutes taxes et impositions pour une durée de six ans. Ces mesures particulièrement attractives sont toutefois limitées aux personnes de religion catholique. Elles favorisent l'arrivée d'immigrants principalement d'origine suisse ou badoise qui repeuplent la commune.
Wingen n'est pas encore à cette époque un village frontalier. Les prétentions du roi de France englobent le proche Palatinat jusqu'à Landau et Pirmasens. La voie de communication principale entre Bitche et Wissembourg passe par Niedersteinbach, la vallée du Dentelthal, le col du Litschhof pour rejoindre la vallée de la Lauter par Nothweiler et Bobenthal. Les routes actuelles dans la vallée de la Sauer vers Lembach et Wœrth ainsi que la route du col du Pigeonnier ne seront construites et aménagées pour le passage des convois marchands et militaires qu'un siècle plus tard.
Mais Louis XIV ne relâche pas la pression sur les nobles de Basse Alsace et les villes de la Décapole alsacienne, il convoque des commissions pour faire valider définitivement les concessions territoriales du traité de Westphalie. En 1679 et sous la pression des autorités françaises, les Chambres de réunion avalisent la suzeraineté du roi de France sur les seigneurs alsaciens. Au contraire de l'ensemble de la noblesse alsacienne, la famille de Sickingen refuse de céder ses droits sur les villages de Wingen et Climbach. Elle fait de nombreux recours dans les juridictions tant autrichiennes que françaises. L'affaire ne sera d'ailleurs définitivement tranchée qu'en 1840 par un arrêt du Conseil d'État qui déboute définitivement les Sickingen.
Les troupes françaises sous le commandement du baron de Montclar font peu de cas des recours des chevaliers de Sickingen. À l'instar des autres châteaux forts des Vosges du Nord, la Hohenbourg est démantelée en 1680.
Au XIXe, de nombreux habitants ont quitté l'Alsace pour fuir la misère et se sont rendus en Algérie. parmi eux, les frères Louis (1820-1897), Chrétien (1823-1861), Jean (1831-1886) et Sébastien (1835-1872) Maurer, ainsi que la famille Santmann ont participé à la fondation du village de Seraïdi (anciennement Bugeaud), dans le constantinois (M. Frangi: Un coin d'Alsace-Lorraine en Afrique du nord : le village de Bugeaud en Algérie (1848-1962), Annales de l'est, 2002, p 213 et suivantes).
En 1939, pendant 8 mois, de nombreux habitants ont été obligés de se réfugier en Haute-Vienne, à Azat le Ris.

### Toponymie
Wìnge en francique rhénan.

## Politique et administration

### Budget et fiscalité 2023
En 2023, le budget de la commune était constitué ainsi :
- total des produits de fonctionnement : 454 000 €, soit 997 € par habitant ;
- total des charges de fonctionnement : 367 000 €, soit 807 € par habitant ;
- total des ressources d'investissement : 151 000 €, soit 332 € par habitant ;
- total des emplois d'investissement : 121 000 €, soit 267 € par habitant ;
- endettement : 253 000 €, soit 555 € par habitant.

Avec les taux de fiscalité suivants :
- taxe d'habitation : 13,20 % ;
- taxe foncière sur les propriétés bâties : 36,83 % ;
- taxe foncière sur les propriétés non bâties : 77,92 % ;
- taxe additionnelle à la taxe foncière sur les propriétés non bâties : 0,00 % ;
- cotisation foncière des entreprises : 0,00 %.

Chiffres clés Revenus et pauvreté des ménages en 2021 : médiane en 2021 du revenu disponible, par unité de consommation : 24 110 €.

## Équipements et services publics

### Enseignement
Établissements d'enseignements :
- Écoles maternelles et primaires à Wingen, Climbach, Lembach,
- Collèges à Wissembourg, Wœrth, Soultz-sous-Forêts, Niederbronn-les-Bains, Reichshoffen,
- Lycées à Wissembourg, Haguenau.

### Santé
Professionnels et établissements de santé :
- Médecins à Lembach, Wissembourg,
- Pharmacies à Lembach, Wissembourg,
- Hôpitaux à Lobsann, Wissembourg, Goersdorf, Haguenau.

## Population et société

### Démographie

#### Évolution démographique
L'évolution du nombre d'habitants est connue à travers les recensements de la population effectués dans la commune depuis 1793. Pour les communes de moins de 10 000 habitants, une enquête de recensement portant sur toute la population est réalisée tous les cinq ans, les populations de référence des années intermédiaires étant quant à elles estimées par interpolation ou extrapolation. Pour la commune, le premier recensement exhaustif entrant dans le cadre du nouveau dispositif a été réalisé en 2004.

En 2022, la commune comptait 453 habitants, en évolution de −0,88 % par rapport à 2016 (Bas-Rhin : +3,17 %, France hors Mayotte : +2,11 %).
| 1793 | 1800 | 1806 | 1821 | 1831 | 1836 | 1841 | 1846 | 1851 |
| ---- | ---- | ---- | ---- | ---- | ---- | ---- | ---- | ---- |
| 506  | 648  | 774  | 808  | 959  | 984  | 966  | 917  | 908  |

| 1856 | 1861 | 1866 | 1871 | 1875 | 1880 | 1885 | 1890 | 1895 |
| ---- | ---- | ---- | ---- | ---- | ---- | ---- | ---- | ---- |
| 749  | 863  | 823  | 757  | 744  | 724  | 698  | 654  | 660  |

| 1900 | 1905 | 1910 | 1921 | 1926 | 1931 | 1936 | 1946 | 1954 |
| ---- | ---- | ---- | ---- | ---- | ---- | ---- | ---- | ---- |
| 630  | 621  | 628  | 610  | 596  | 632  | 622  | 557  | 502  |

| 1962 | 1968 | 1975 | 1982 | 1990 | 1999 | 2004 | 2006 | 2009 |
| ---- | ---- | ---- | ---- | ---- | ---- | ---- | ---- | ---- |
| 522  | 496  | 485  | 451  | 456  | 470  | 465  | 458  | 451  |

| 2014 | 2019 | 2022 | - | - | - | - | - | - |
| ---- | ---- | ---- | - | - | - | - | - | - |
| 460  | 446  | 453  | - | - | - | - | - | - |

### Cultes
- Cultes catholique et protestant, Paroisses catholique et protestante, église simultanée Saint-Barthélémy[44], Diocèse de Strasbourg et Paroisses de Lembach et Wingen[45].

## Économie

### Entreprises et commerces

#### Agriculture-pisciculture
- Pisciculture aux sources du Heimbach[46],
- Élevage d'autres bovins et de buffles.

#### Tourisme
- Restaurants[47],[48].
- Chambres d'hôtes[49].

#### Commerces
- Commerces et services de proximité.

## Culture locale et patrimoine

### Lieux et monuments

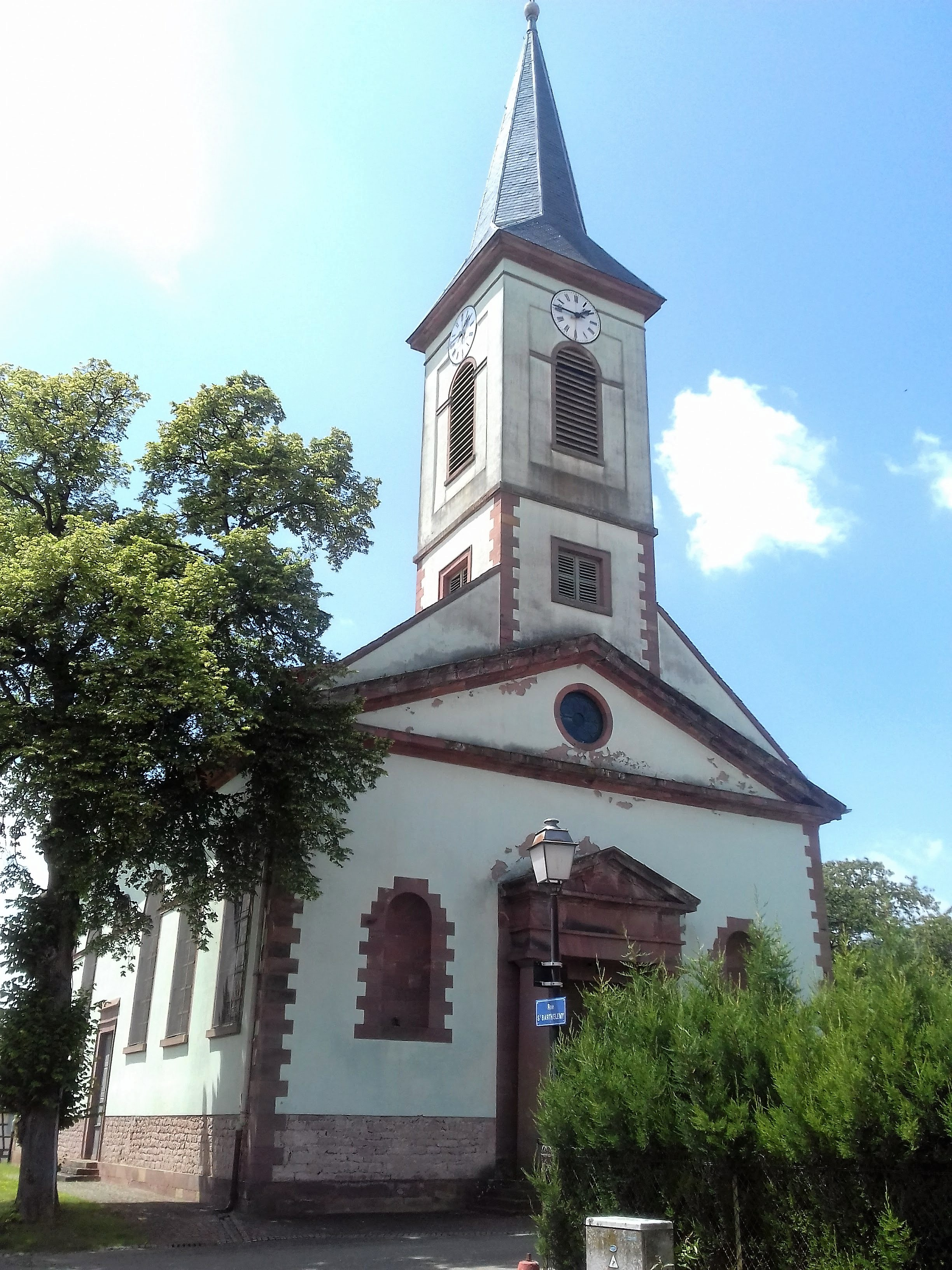
Église Saint-Barthélémy.
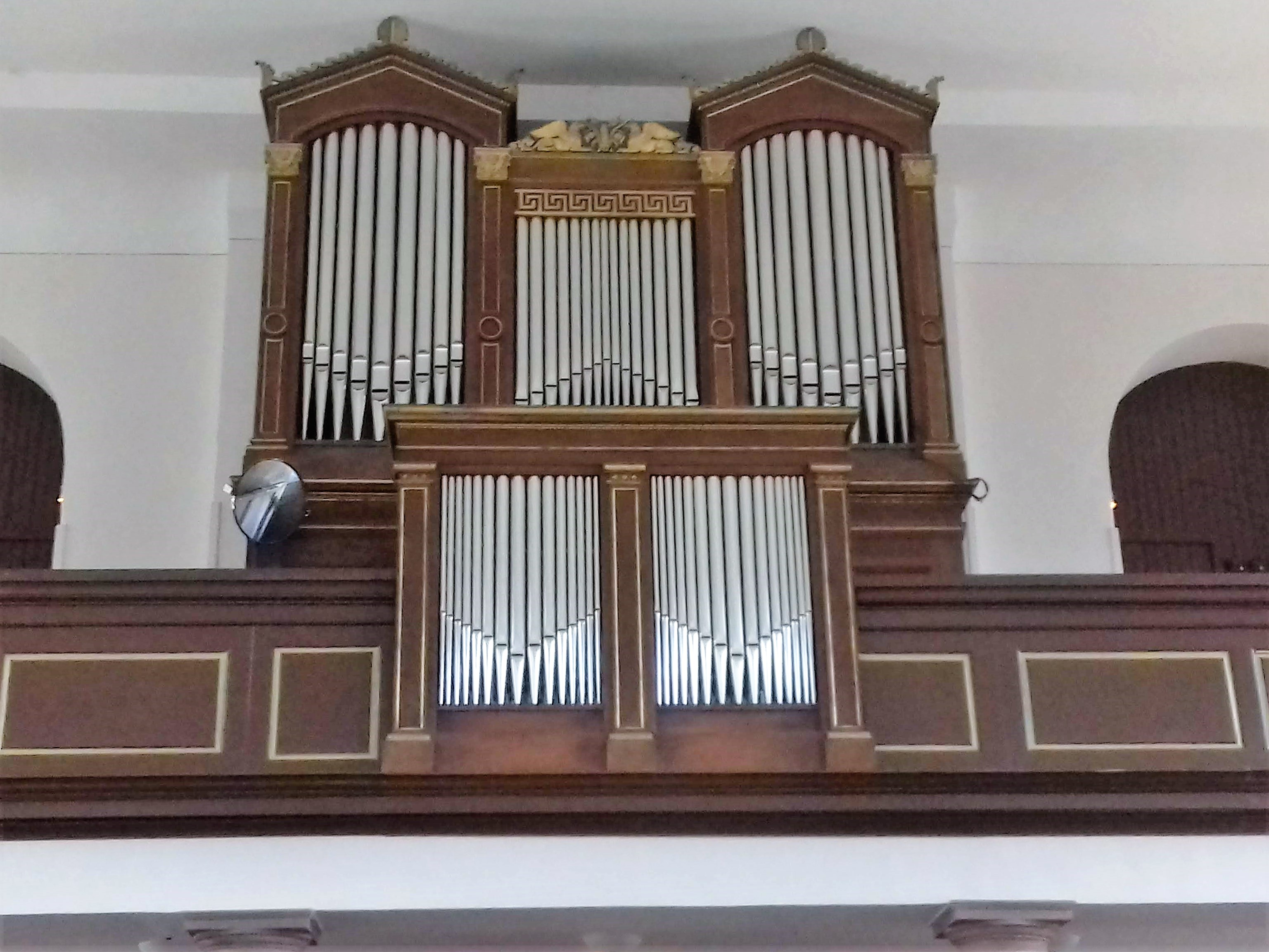
Orgue de l'église.
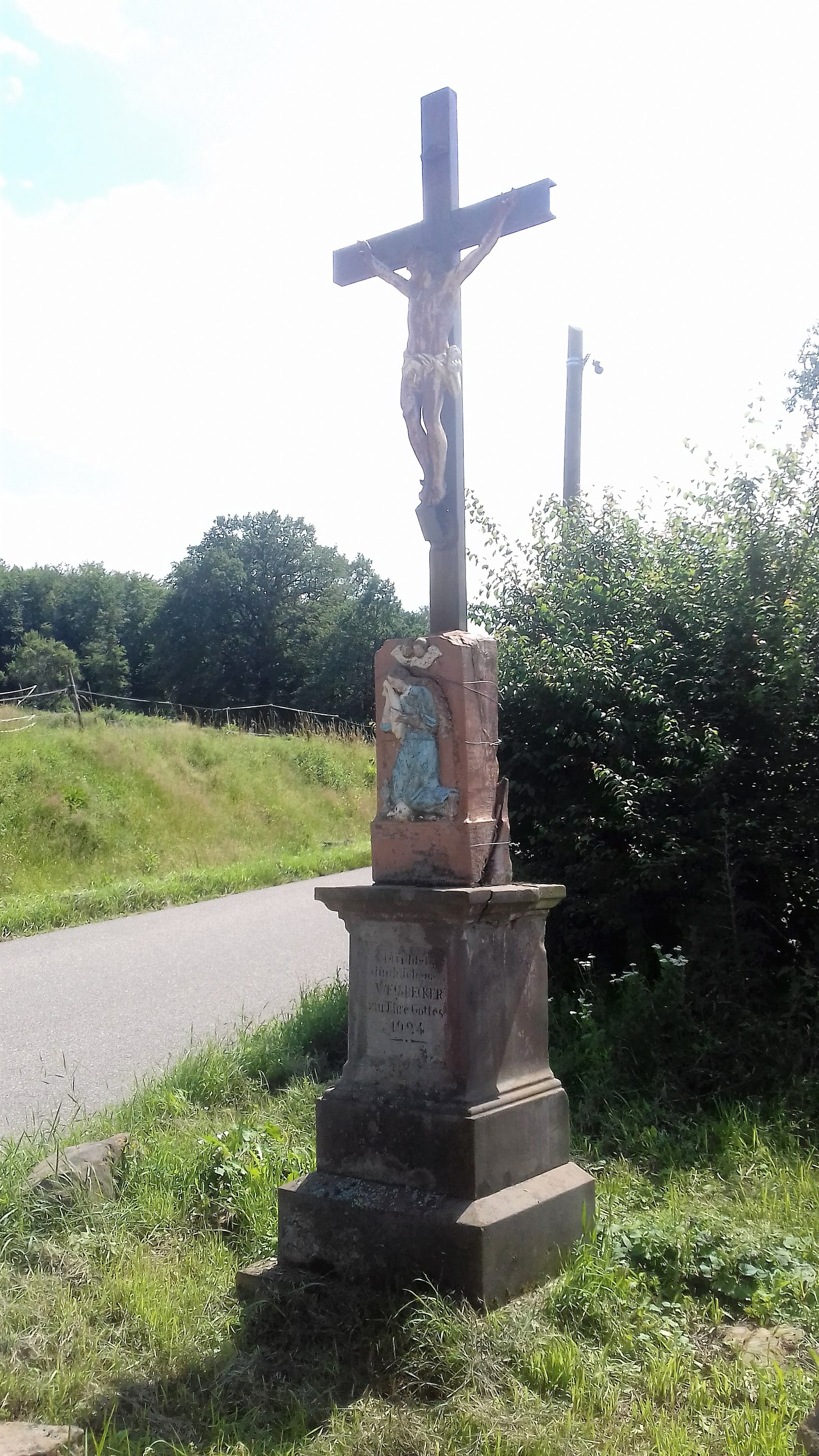
Calvaire rue Climbach.
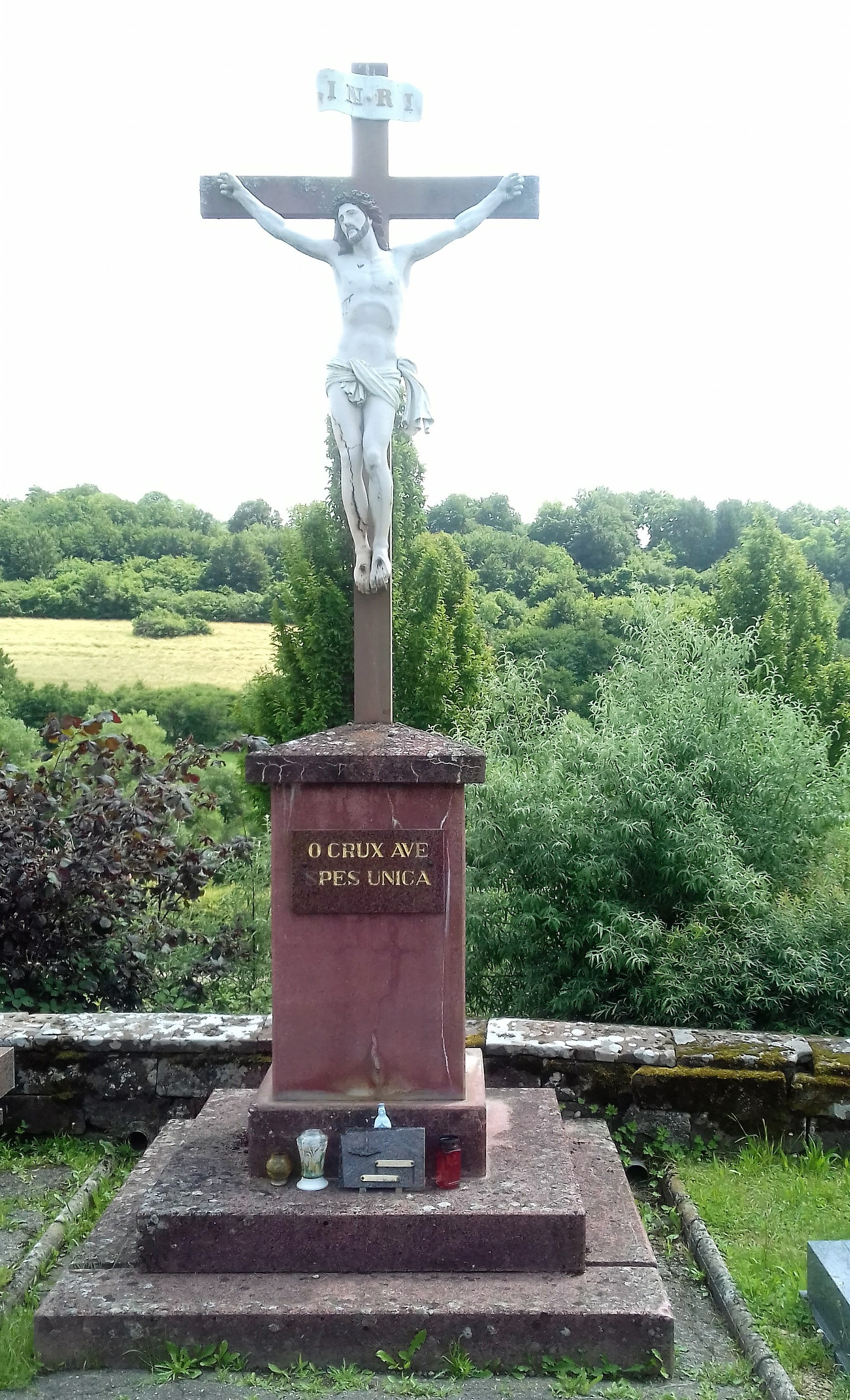
Croix de cimetière.
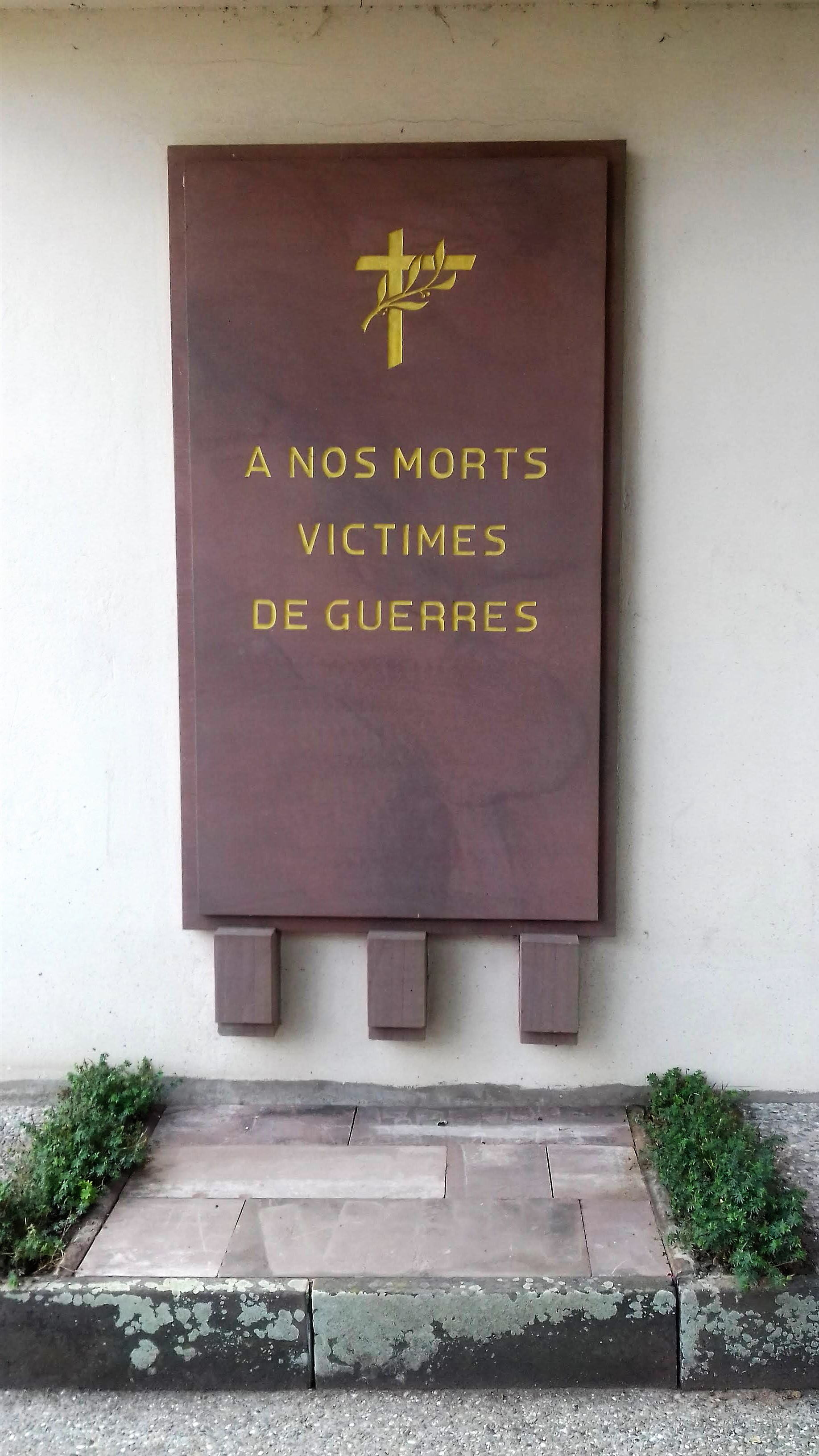
Monument aux morts.

#### Patrimoine religieux
- Église Saint-Barthélémy[50] - La présence d'une église paroissiale à Wingen est attestée depuis 1371 et son vocable de Saint-Barthélémy depuis le XVe siècle. Avec l'introduction de la Réforme l'église devient protestante dans la seconde moitié du XVIe siècle. Le simultaneum est mis en place en 1684 avec la création d'une cure royale. Wingen reste l'une des quelque 50 localités d'Alsace dotées d'une église simultanée[51].

L'église actuelle est reconstruite entre 1820 et 1822, cette date est visible sur le portail. Le bâtiment est approximativement orienté à l’ouest avec une tour porche intégrée et un clocher à flèche octogonale. La façade est à fronton avec des niches et un portail entouré de colonnes soutenant un entablement à fronton. Le chœur est semi-circulaire. Au centre du chœur, et à mi-hauteur sur une console trône une grande statue en bois de saint Barthélémy.
Les vitraux sont contemporains. L'intérieur de l'église a été entièrement restauré en 2009 à l'initiative du maire Weisbecker. L'autel traditionnellement réservé aux protestants sur la droite de la nef a été supprimé et les deux confessions se partagent aujourd'hui le chœur et le nouvel autel moderne.
- Monuments aux morts. Conflits commémorés : Guerres 1914-1918 - 1939-1945 et AFN-Algérie (1954-1962)[76].

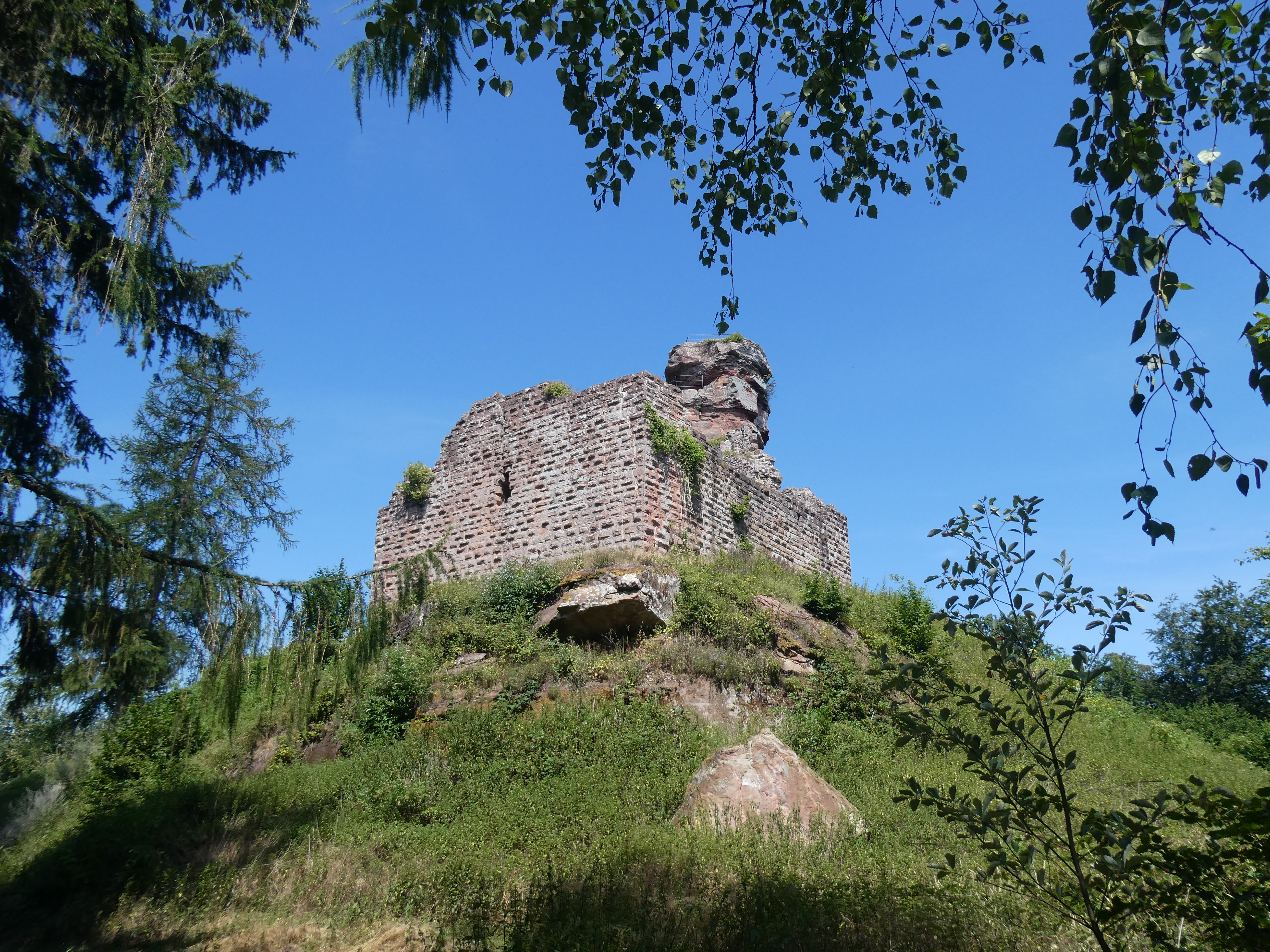
Château de Hohenbourg.
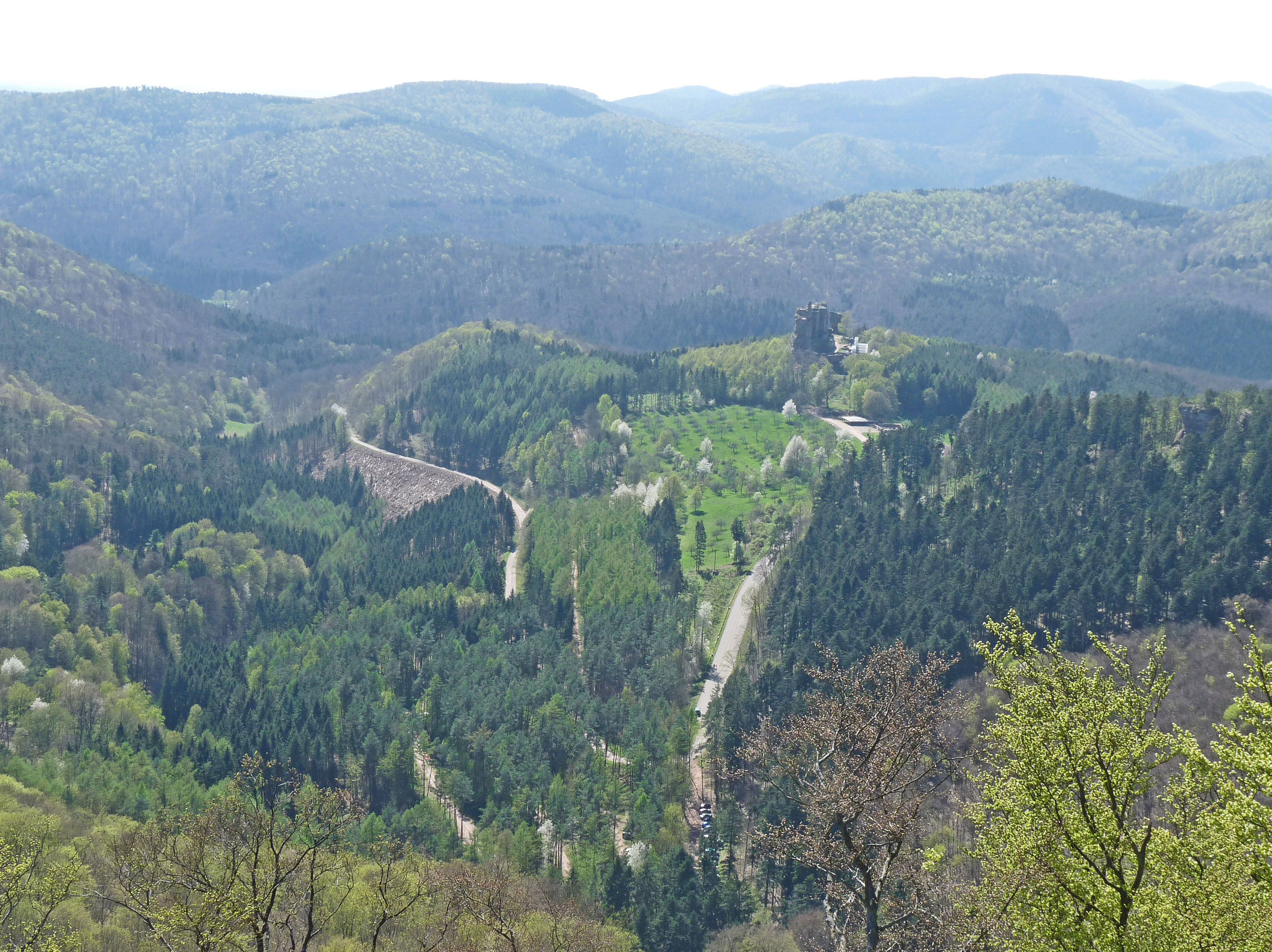
Vue du château de Fleckenstein depuis le château de Loewenstein.
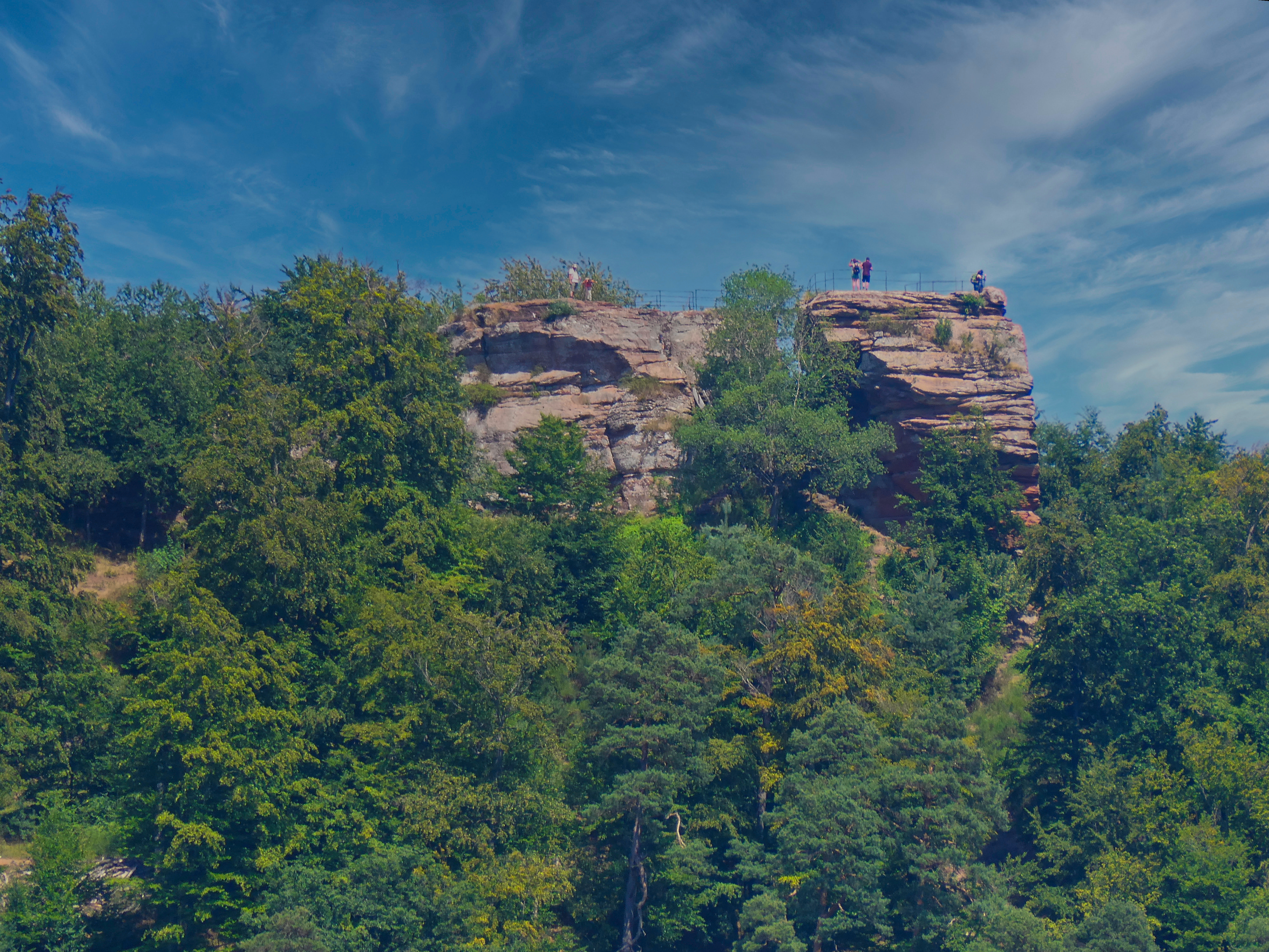
Ruine du Château de Lœwenstein.
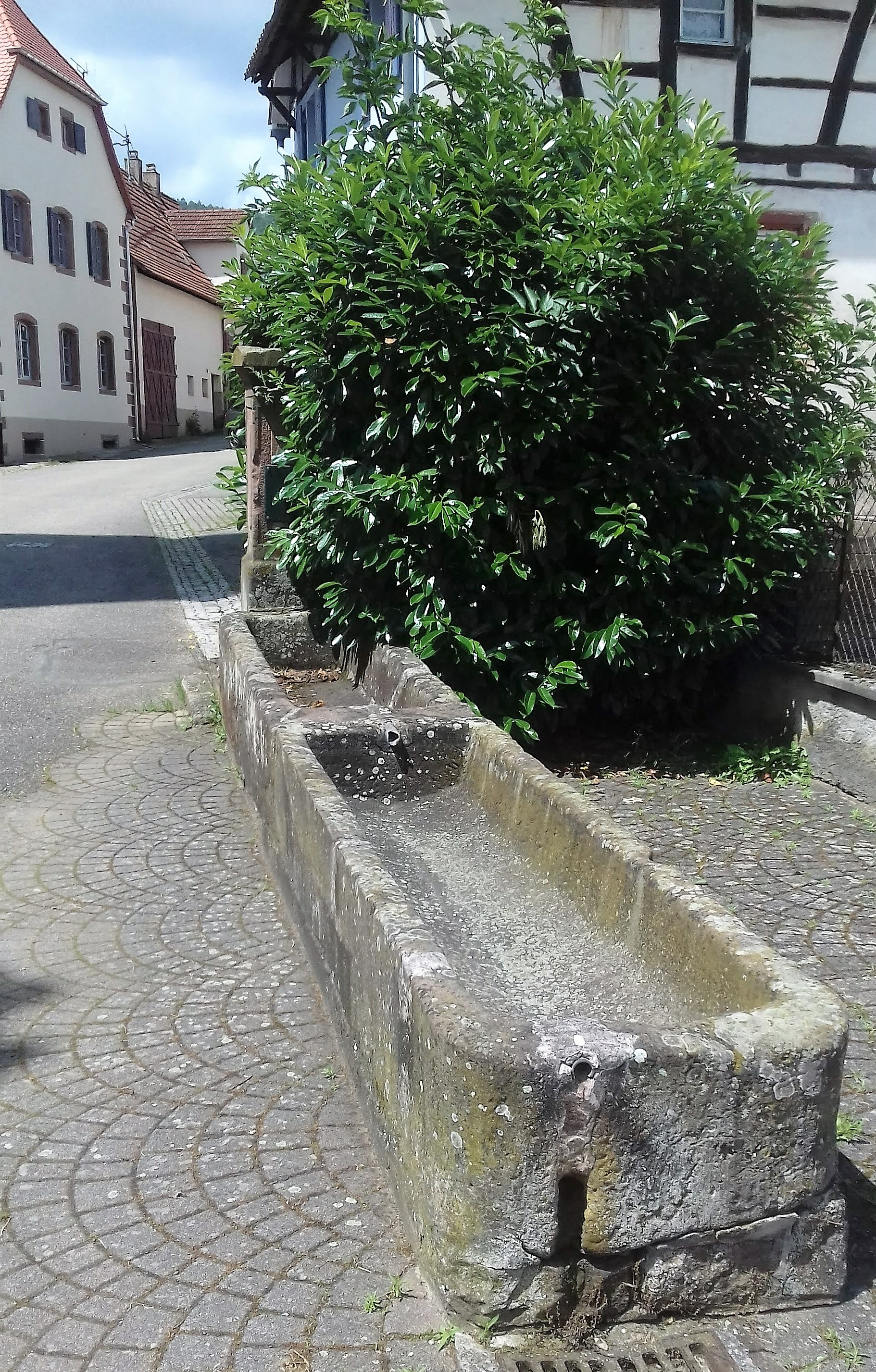
Fontaine rue de l'église.

#### Patrimoine civil
- Pierre à cupule[77] - Non loin du sommet du Riegelsberg qui domine le village on trouve une pierre à cupule appelée en alsacien le Russelkessel. Il s'agit d'un bloc massif en grès dans lequel a été creusé un petit bassin de la taille d'un  chaudron. L'ouvrage est d'origine celtique et remonte approximativement à 350 av. J.-C.
- Stèle gallo-romaine[78] - En 1983, lors des travaux d'aménagement du lotissement Brunnmatten à hauteur de l'actuel n°1 de l'impasse Gallo-romaine une stèle en grès d'environ 1,80 mètre de hauteur a été mise au jour. Le bloc de grès massif taillé en haut-relief date du IIe siècle. Il représente le dieu Mars avec un sceptre et une épée avec un petit personnage féminin qui pourrait être la figuration d'une victoire celte tenant une couronne de laurier à la main. La stèle classée Monument Historique en 1987 est exposée à la mairie.
- Château du Hohenbourg[79].
- Château de Lœwenstein[80].
- Fontaines - La commune de Wingen a été l'une des toutes premières dans l'Alsace rurale à se doter d'un réseau d'adduction en eau potable. En 1892, une première conduite alimentait huit grandes fontaines depuis la source du Wantzenthal au nord du village. Les fontaines de cette époque sont particulièrement remarquables et ne connaissent que peu d'équivalent dans les Vosges du Nord. Elles se caractérisent en effet par un pilier massif, et deux grandes auges taillées dans de très gros blocs de grès placés en enfilade le long de la voirie. Traditionnellement le bassin aval était utilisé comme lavoir tandis que le bassin amont servait à abreuver le bétail.

À l'entrée de la rue de la Montagne, en face du restaurant de la Couronne est visible une partie de l'ancienne fontaine qui se situait autrefois au niveau du dallage devant l'entrée de la mairie. Sur le pilier en grès on peut déchiffrer un texte commémoratif en allemand relatant la réalisation de l'ouvrage sous la magistrature du maire Louis Kochert. La grande fontaine octogonale sur la place centrale du village aménagée dans les années 1960 sous le mandat du maire Wolff a été démolie en début d'année 2013 lors des travaux de voirie.
Le réseau pour la desserte de quatre autres fontaines à Petit Wingen date de 1913.
L'ensemble des fontaines est à l'arrêt depuis 2008 à la suite de la décision de la commune de confier la gestion au Syndicat des Eaux et de l'Assainissement Alsace-Moselle (SDEA). Le maire de la commune de Wingen, avec la compétence du SDEA a construit une station de pompage des eaux sur terrain privé en 2007.
Les fontaines de Petit Wingen devraient à nouveau être alimentées prochainement. Une des promesses électorale du nouveau  maire  Mr André Schmitt. Le projet prévoit de l'eau traitée et non l'eau du ruisseau du Heimbach. Ceci se résumant à un robinet d'eau et les auges des fontaines vides pour éviter le gaspillage de l'eau traitée. Une meilleure solution serait une nouvelle canalisation pompant l'eau du ruisseau, remplissant les auges des fontaines et la rejetant par après, dans le cours d'eau. Des fontaines vivantes en été, attirant insectes, enfants, villageois et touristes de passage. Les chevaux aussi s'abreuvant le soir et créant une ambiance  agréable de vacances et de bien être.

### Personnalités liées à la commune
- Louis Maurer (1820-1897). Impliqué dans les évènements de 1848, il envisagea de partir en Amérique mais finit par se rendre en Algérie et s'installa dans le village de Seraïdi (Bugeaud, ancien nom de la ville de Seraïdi en Algérie), près de Constantine comme exploitant forestier (liège), dont il fut de nombreuses années le maire. À la suite de son installation, plusieurs de ses frères et d'autres habitants de Bugeaud (famille Samtmann) le rejoignirent.
- Joseph Maurer (1826-1895), sous-officier engagé volontaire dans la marine nationale, qui participa aux campagnes dans les comptoirs de l'Inde, Madagascar, blocus de Venise et fut très actif dans la lutte contre l'épidémie de choléra à Toulon. Chevalier de la Légion d'honneur, Médaille militaire et Médaille sarde de l'Indépendance italienne. Il rejoignit ses frères en Algérie.
- Sœur Bernardine, religieuse franciscaine, née Élisabeth Rieffel en 1902 à Colmar. Orpheline à l'âge de 8 ans, elle est élevée par son grand-père et ses deux oncles. Elle entre ensuite dans l'ordre des franciscaines, prononce ses vœux en 1924 et prend le nom de sœur Bernardine.

En 1952, elle s'installe à Wingen dans une chambre au-dessus de l'école communale et assume pendant de très longues années un rôle d'infirmière dans le village. Avec une très grande connaissance des plantes et des herbes médicinales, elle prépare d'innombrables tisanes, décoctions et pommades, à l'aide desquelles elle soigne blessures et maladies. Sa renommée s'étend au fil des années au-delà des limites du village et des frontières de l'Alsace du Nord. À la fin des années 1970, l'émission de télévision « Mosaïk » de la seconde chaine allemande ZDF lui consacre plusieurs reportages. À la suite de ces reportages, la maison d'édition Mosaïk Verlag publie en 1980 « Schwester Bernadines Heilkraüterbuch » et en 1983 « Schwester Bernardines Grosse Naturapotheke ». Une partie de ces ouvrages est traduite par Jacques Roque et les éditions France Loisirs publient en 1986 le livre « Sœur Bernardine - la pharmacienne du bon Dieu »,.
Elle décède en 1990 à l'âge de 88 ans, et est enterrée au cimetière de Wingen.
- Léon Messmer, évêque. Léon Aloyse Messmer est né à Wingen le 29 septembre 1900. Enfant d'une famille nombreuse, il entre au couvent des capucins à Strasbourg-Koenigshoffen et poursuit des études secondaires et théologiques à Nantes.

Après la Première Guerre mondiale, il est admis dans l'ordre des Frères mineurs capucins et prononce ses vœux le 5 avril 1920. Il prend alors le nom d'Adolphe. Ordonné prêtre le 28 mars 1925, il est dans un premier temps affecté au couvent de Sigolsheim.
Sa vie missionnaire commence en 1927 dans le vicariat apostolique d'Ajmer dans le Rajasthan en Inde. Cinq ans plus tard, en 1932, il est envoyé comme frère supérieur à la mission d'Ambanja qui couvre alors le Nord de Madagascar, l'île de Nossi-Bé, les Comores et Mayotte. Il est nommé préfet apostolique en 1937, puis le 8 mars 1951, vicaire apostolique et évêque titulaire de Coropissus (de). La consécration épiscopale a lieu dans son Alsace natale à Wissembourg. La devise de son blason épiscopal est in Messe Domini operor (j'œuvre dans la moisson du Seigneur).
À l'occasion de la transformation de la mission Ambanja en diocèse, il en est nommé comme premier évêque le 14 septembre 1955. Il y restera jusqu'en 1975. Pendant les 38 années de sa mission, il consacre toute son énergie à l'évangélisation. Il attache une grande importance à l'enseignement et à la formation de catéchistes et de prêtres malgaches ainsi qu'à l'assistance aux malades et aux lépreux. Il fonde un premier petit séminaire à Bemanevika dès 1952 et la léproserie Saint-François d'Ambanja en 1953. Sous son impulsion, de nombreuses congrégations religieuses s'installent dans son diocèse.
Il offre sa démission d'évêque Ambanja en 1975 et est nommé administrateur apostolique des Comores qui sont à ce moment détachées du diocèse. Il exerce cette fonction jusqu'en 1980 où il rentre en France et se retire au Couvent des Capucins de Bitche.
Monseigneur Messmer meurt à Haguenau le 10 février 1987. Conformément à ses dernières volontés, il a été enterré au cimetière de Wingen.
Officier de l'Ordre national de la Nation Malgache, il a participé au concile Vatican II.

### Héraldique
| Blason de Wingen | Blason  | Coupé: au 1er parti au I d'or plain, au II d'azur à l'étoile de six rais d'argent, au 2e de sinople à trois fasces d'argent. |
| Blason de Wingen | Détails | Le blason de la commune de Wingen rappelle à la fois les armoiries de la lignée des Puller von Hohenburg aux couleurs jaune et bleu avec l'étoile d'argent, et celles des Fleckenstein rayées vertes et blanches. Ce rappel à la seigneurie des Fleckenstein est assez surprenant puisque même si les deux familles ont eu des liens plus ou moins proches, le village de Wingen n'a jamais été directement propriété des Fleckenstein. Le statut officiel du blason reste à déterminer. |

## Pour approfondir